# Wereldvoetbalelftal (mannen)
Het Wereldvoetbaleftal of Wereld XI is een team van voetballers dat onder toezicht van de FIFA, de hele wereld vertegenwoordigt bij vriendschappelijke en gelegenheidswedstrijden. Normaliter worden de beste spelers van dat moment uitgenodigd om in het team te spelen.

## Statistieken
- In totaal speelde Wereld XI 54 wedstrijden.
- Eerste wedstrijd: (23/10/1963) Engeland - Wereld XI 2-1
- Eerste winst: (27/9/1967) Spanje - Wereld XI 0-3

## Toernooien
Wereld XI speelde in 1997 z'n eerste en tot nu toe enige toernooi in Hongkong (China), het ging om de 'Hong Kong Reunification Cup' (toernooi vanwege de hereniging van Hongkong met China). Wereld XI won de finale (tevens enige wedstrijd) van Azië met 5-3.

## Tegenstanders
Hier staan alle tegenstanders waar Wereld XI tegen heeft gespeeld:
- Engeland
- Spanje
- Brazilië
- Sovjet Dynamo XI
- Rode Ster Belgrado
- RSC Anderlecht
- New York Cosmos
- Argentinië
- FC Barcelona
- Europa
- FC Bayern München
- Amerika
- Footbal League XI
- Duitsland
- Azië
- Rusland
- Turkije
- Italië
- Australië
- Mandela XI
- Manchester United
- Bosnië-Herzegovina
- Frankrijk
- Japan/Zuid-Korea XI
- Roemenië
- Real Madrid
- Kameroen
- San Lorenzo
- Chili
- Colombia
- Afrikaans voetbalelftal (mannen)
- Vélez Sarsfield

## Selectie 2014
| Nr. | Naam              | Nationaliteit | Positie      | Club                |
| --- | ----------------- | ------------- | ------------ | ------------------- |
| 1.  | Manuel Neuer      | Duitsland     | Doelman      | Bayern München      |
| 2.  | David Luiz        | Brazilië      | Verdediger   | Paris Saint-Germain |
| 3.  | Sergio Ramos      | Spanje        | Verdediger   | Real Madrid         |
| 4.  | Philipp Lahm      | Duitsland     | Verdediger   | Bayern München      |
| 5.  | Thiago Silva      | Brazilië      | Verdediger   | Paris Saint-Germain |
| 6.  | Toni Kroos        | Duitsland     | Middenvelder | Real Madrid         |
| 7.  | Andrés Iniesta    | Spanje        | Middenvelder | FC Barcelona        |
| 8.  | Ángel di María    | Argentinië    | Middenvelder | Manchester United   |
| 9.  | Lionel Messi      | Argentinië    | Aanvaller    | FC Barcelona        |
| 10. | Cristiano Ronaldo | Portugal      | Aanvaller    | Real Madrid         |
| 11. | Arjen Robben      | Nederland     | Aanvaller    | Bayern München      |

## Bekende (oud-)spelers
- Michael Ballack
- Zbigniew Boniek
- Gianluigi Buffon
- Fabio Cannavaro
- Dida
- Michael Essien
- Samuel Eto'o
- Didier Drogba
- Luís Figo
- Steven Gerrard
- Xavi Hernández
- Gheorghe Hagi
- Gheorghe Popescu
- Zlatan Ibrahimović
- Oliver Kahn
- Diego Maradona
- Ferenc Puskás
- Carles Puyol
- Ronaldinho

## Nederlanders in Wereld XI
Onder meer de volgende Nederlandser speelden in het Wereldelftal:
- Johan Cruijff (speelde als eerste Nederlander in Wereld XI in 1972 tegen Rode Ster Belgrado en scoorde één keer)
- Ruud Krol
- Aron Winter
- Frank Verlaat
- Roy Makaay
- Piet Keizer
- Ronald Koeman
- Arjen Robben
- Wesley Sneijder